# Distretto di Tantamayo
Il distretto di Tantamayo è uno degli undici distretti della provincia di Huamalíes, in Perù. Si trova nella regione di Huánuco e si estende su una superficie di 249.95 chilometri quadrati.